# Isola Zabytyj
L'isola Zabytyj (in russo остров Забытый, ostrov Zabytyj; in italiano "perduta, dimenticata") è un'isola russa che fa parte dell'arcipelago di Severnaja Zemlja ed è bagnata dal mare di Laptev.
Amministrativamente fa parte del distretto di Tajmyr del Territorio di Krasnojarsk, nel Circondario federale della Siberia.

## Geografia
L'isola è situata nella parte centrale dell'arcipelago; si trova 400 m a nord di capo Baranov (мыс Баранов), a nord dell'isola Bolscevica, a ovest dell'ingresso del golfo di Mikojan (залив Микояна). Zabytyj è piatta e misura solo 450 m.